# Lewellen
Lewellen is een plaats (village) in de Amerikaanse staat Nebraska, en valt bestuurlijk gezien onder Garden County.

## Demografie
Bij de volkstelling in 2000 werd het aantal inwoners vastgesteld op 282. In 2006 is het aantal inwoners door het United States Census Bureau geschat op 243, een daling van 39 (-13,8%).

## Geografie
Volgens het United States Census Bureau beslaat de plaats een oppervlakte van 0,9 km², geheel bestaande uit land. Lewellen ligt op ongeveer 1011 m boven zeeniveau.

## Plaatsen in de nabije omgeving
De onderstaande figuur toont nabijgelegen plaatsen in een straal van 40 km rond Lewellen.